# Kościół Wniebowzięcia Najświętszej Marii Panny w Bystrzycy Górnej
Kościół Wniebowzięcia NMP w Bystrzyca Górnej – zabytkowy kościół w miejscowości Bystrzyca Górna.
Kościół parafialny wzmiankowany w 1376, pierwotnie z XIV w. przebudowany w XVII w. i XIX w. Na murach kościoła 12 renesansowych epitafiów z lat 1587-1687 należących do rodów von Seidlitz i Schindel, m.in.:
- Adama von Seidlitz z herbami:[2]
  - ojcowskimi (po lewej) von: Seidlitz, Nimptsch,
  - matczynymi (po prawej) von: Czettritz, Schaffgotsch.
- kobiety von Zedlitz (zm. 1595), z herbami:
  - ojcowskimi von: Zedlitz, Hochberg
  - matczynymi: von  Falkenhayn, X
- kobiety von Seidlitz  (zm. 1598), z herbami:
  - ojcowskimi von: Seidlitz, Czettritz,
  - matczynymi von: Reichenbach
- Friedricha von Schindel, zm. 1590, z herbami:
  - ojcowskimi von: Schindel, Borwitz
  - matczynymi von: Zedlitz, Falkenhayn
- Adolfa von Schindel zm. 1605, z herbami:
  - ojcowskimi von: Schindel, Borwitz
  - matczynymi von: Hundt, Rothkirch
- Marii von Schindel, zm. 1606, z herbami:
  - ojcowskimi von: Schindel, Borwitz
  - matczynymi von: Hundt, Rothkirch
- Christianusa von Schindel, zm.  1607, z herbami:
  - ojcowskimi von: Schindel, Borwitz
  - matczynymi von: Hundt, Rothkirch
- Elenory von Schindel, zm. 1616
- Kobiety von Reichenbach, (zm. 1587):
  - ojcowskimi von: Reichenbach, Kottwitz (?)
  - matczynymi von: Nimptsch, X[2]